# Bovezzo
Bovezzo es una localidad y comune italiana de la provincia de Brescia, región de Lombardía, con 7.508 habitantes.

## Evolución demográfica
| Gráfica de evolución demográfica de Bovezzo entre 1861 y 2001 |
|                                                               |
| Fuente ISTAT - elaboración gráfica de Wikipedia               |